# ヨーゼフ・ブロイアー
ヨーゼフ・ブロイアー（Josef Breuer、1842年1月15日 - 1925年6月20日）は、オーストリアの生理学者、内科医、精神科医。ウィーン生まれ。ヨゼフ、ブロイヤー、ブロイエルの表記もある。
父（Leopold Breuer）は、ユダヤ教のラビ。母親は彼が幼いうちに死去し、8歳まで母方の祖母によって育てられ、父から教育を受けた。

## 略歴
- 1858年、ウィーンのAkademisches Gymnasiumを卒業。ウィーン大学医学部に入学し、1年間在学。
- 1867年、医学試験に合格し、大学で内科医ヨハン・オッポルツァー(Johann Oppolzer)の助手となる。
- 1868年、マティルデ・アルトマン(Mathilde Altmann)と結婚し、5人の子供をもうける。
- 1894年、ウィーン科学アカデミー(Vienna Academy of Science)の特別会員(Corresponding Member)に選出された。

## 業績

### アンナ・Oへの治療
ブロイアーは、21歳の女性ヒステリー患者アンナ・O（ベルタ・パッペンハイム(Bertha Pappenheim））に対する治療によって知られている。
彼女は、衰弱、頭痛、視覚障害、感覚喪失、麻痺、意識の途絶、幻覚、言語障害などに苦しんでいた。
ブロイアーは、彼女がそれらの症状について彼に話した後、症状が軽減されるか消えていることに気がついた。アンナは、このことを「談話療法(talking cure)」と呼び、ユーモアを交えて「煙突掃除」とも呼んだ。この形式のセラピーは、以後のフロイトによる精神分析療法の基礎となったとされている。
ブロイアーは親友であり協力者でもあったジークムント・フロイトとともに本件を他の症例とあわせ、1895年に『ヒステリー研究』としてまとめ、出版した。

### 他の業績
ウィーンの軍医学校でエヴァルト・ヘリングの下で働き、呼吸と迷走神経の関わりを示す最初の研究・報告を行った。
これは吸息時に肺が伸展すると肺伸展受容器が刺激され、その信号が迷走神経を通って延髄に届くと、吸息が抑制されるというもので、このメカニズムは今日ヘーリング・ブロイエル反射(Hering-Breuer reflex)として知られている。
また、三半規管が身体バランスを維持する機能を確定した。

## 著作
- 『ヒステリー研究』(Studien über Hysterie)ジークムント・フロイトとの共著, 1895年